# 北谷郵便局
北谷郵便局
- （きたたにゆうびんきょく） - 福井県勝山市にあった郵便局。1985年9月1日に廃止された。局番号は33147。
- （きただにゆうびんきょく） - 兵庫県三木市にある郵便局。局番号は43362。
- （ちゃたんゆうびんきょく） - 沖縄県中頭郡北谷町にある郵便局。本項目で記述する。

北谷郵便局（ちゃたんゆうびんきょく）は、沖縄県中頭郡北谷町にある郵便局。民営化以前の分類では集配特定郵便局であった（現在は集配機能を廃止）。

## 概要
住所：〒904-0103 沖縄県中頭郡北谷町桑江94

## 沿革
- 1874年（明治7年）3月20日 - 北谷郵便取扱所として開設[1]。
- 1875年（明治8年）1月1日 - 北谷郵便局（五等）となる。
- 1899年（明治32年）1月1日 - 貯金取扱を開始。同年12月16日より為替取扱を開始。
- 1945年（昭和20年） - 沖縄が、米軍統治下に入る。
- 1972年（昭和47年）5月15日 - 沖縄返還に伴い、郵政省沖縄郵政管理事務所管轄の集配特定郵便局である沖縄北谷郵便局として設置[2]。
- 1999年（平成11年）6月28日 - 北谷郵便局に改称。
- 2007年（平成19年）10月1日 - 民営化に伴い、併設された郵便事業沖縄支店北谷集配センターに一部業務を移管。
- 2012年（平成24年）10月1日 - 日本郵便株式会社発足に伴い、郵便事業沖縄支店北谷集配センターを北谷郵便局に統合。
- 2015年（平成27年）3月2日 - 沖縄郵便局へ集配業務を移管、無集配局となる。郵便番号を904-0199から904-0105に変更。
- 2016年（平成28年）8月8日 - 中頭郡北谷町吉原から中頭郡北谷町桑江に移転。郵便番号を904-0105から904-0103に変更[3]。

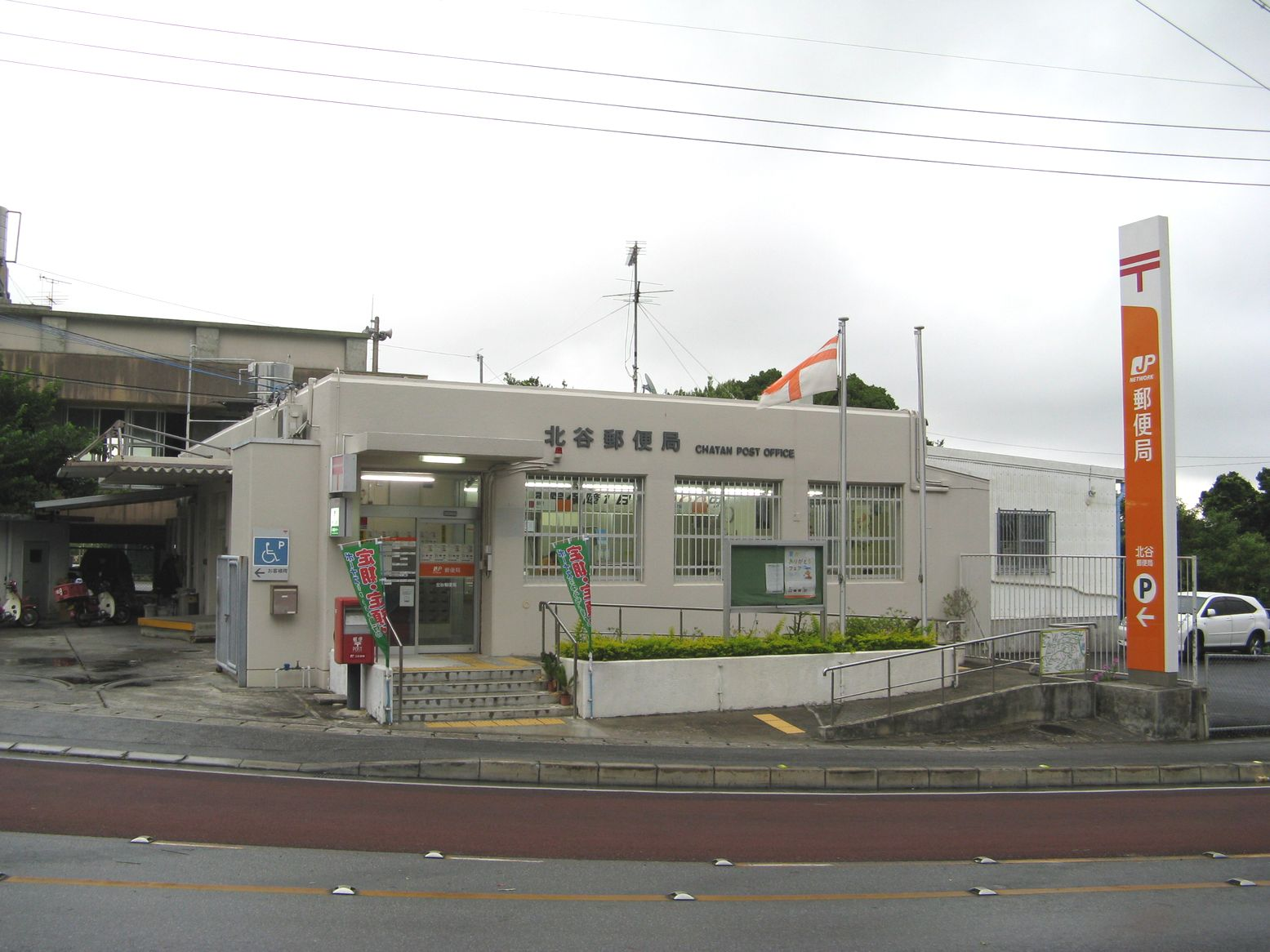
2016年まで使用されていた北谷町吉原の局舎（2021年に解体済み）

## 取扱内容
- 郵便、印紙、ゆうパック、内容証明
- 貯金、為替、振替、振込、国際送金、国債
- 生命保険、バイク自賠責保険
- ゆうちょ銀行ATM

## 周辺
- 北谷町役場
- キャンプ桑江
- 美浜タウンリゾート・アメリカンビレッジ
- 北谷町運動公園
- 国道58号

## アクセス
- 沖縄バス（43・96番）・コミュニティバスC-BUS 北谷町役場停留所下車、沖縄バス・琉球バス交通（20・28・29・120・228番）琉球バス交通（112番）桑江停留所下車
- 沖縄自動車道 北中城ICから北西へ約4.5km、沖縄南ICから南西へ約4km
- 駐車場あり：10台